# Зутер, Генрих
Генрих Зутер (нем. Heinrich Suter; 4 января 1848, Хединген, Швейцария — 17 марта 1922, Дорнах, Швейцария) — швейцарский историк науки, специалист по математике и астрономии исламского Средневековья.

## Биография
Отец учёного был фермером и держал почтовых лошадей. Сам Хайнрих преподавал в школах разных кантонов Швейцарии и был женат на Хермин Фрауенфельдер (Hermine Frauenfelder), сестре филантропа Эдуарда Фрауенфельдера (Eduard Frauenfelder).
С 1876 по 1918 год, то есть до самой пенсии, работал в одной и той же кантональной школе, где смог получить постоянное место и заниматься наукой в свободное от преподавания математики и физики время. Также он собрал научную коллекцию по темам своих исследований.
В последний год своей жизни Зутер получил звание почетного доктора Университета Цюриха.

## Работы

### Книги
- 1871. Geschichte der mathematischen Wissenschaften, Teil 1 : Von den ältesten Zeiten bis Ende des 16. Jahrhunderts. Dissertation, 2. Aufl. 1873. Reprint 1973. Hathi Trust (История математической науки. Том 1. С древнейших времен до конца 16 века)
- 1875. Geschichte der mathematischen Wissenschaften, Teil II : Vom Anfange des 17. bis gegen Ende des 18. Jahrhunderts. Hathi Trust (История математической науки. Том 2. 17-18 века.)
- Die Mathematiker und Astronomen der Araber und ihre Werke (1900). (Математика и астрономия у арабов и их работы. Книга выдержала несколько переизданий вплоть до конца 20 века).